# Балабанівка (селище)
Балаба́нівка — селище сільського типу у Богодухівській міській громаді Богодухівського району Харківської області України.
- Поштове відділення: Петропавлівське

## Історія
- 12 червня 2020 року, відповідно до розпорядження Кабінету Міністрів України № 725-р «Про визначення адміністративних центрів та затвердження територій територіальних громад Харківської області», селище увійшло до Богодухівської міської громади[1].
- 19 липня 2020 року, в результаті адміністративно-територіальної реформи та ліквідації Богодухівського району (1923—2020), селище увійшло до складу новоутвореного Богодухівського району Харківської області[2].

## Населення

### Мова
Розподіл населення за рідною мовою за даними перепису 2001 року:
| Мова       | Відсоток |
| ---------- | -------- |
| українська | 88,0%    |
| російська  | 10,4%    |
| білоруська | 1,6%     |

## Географія

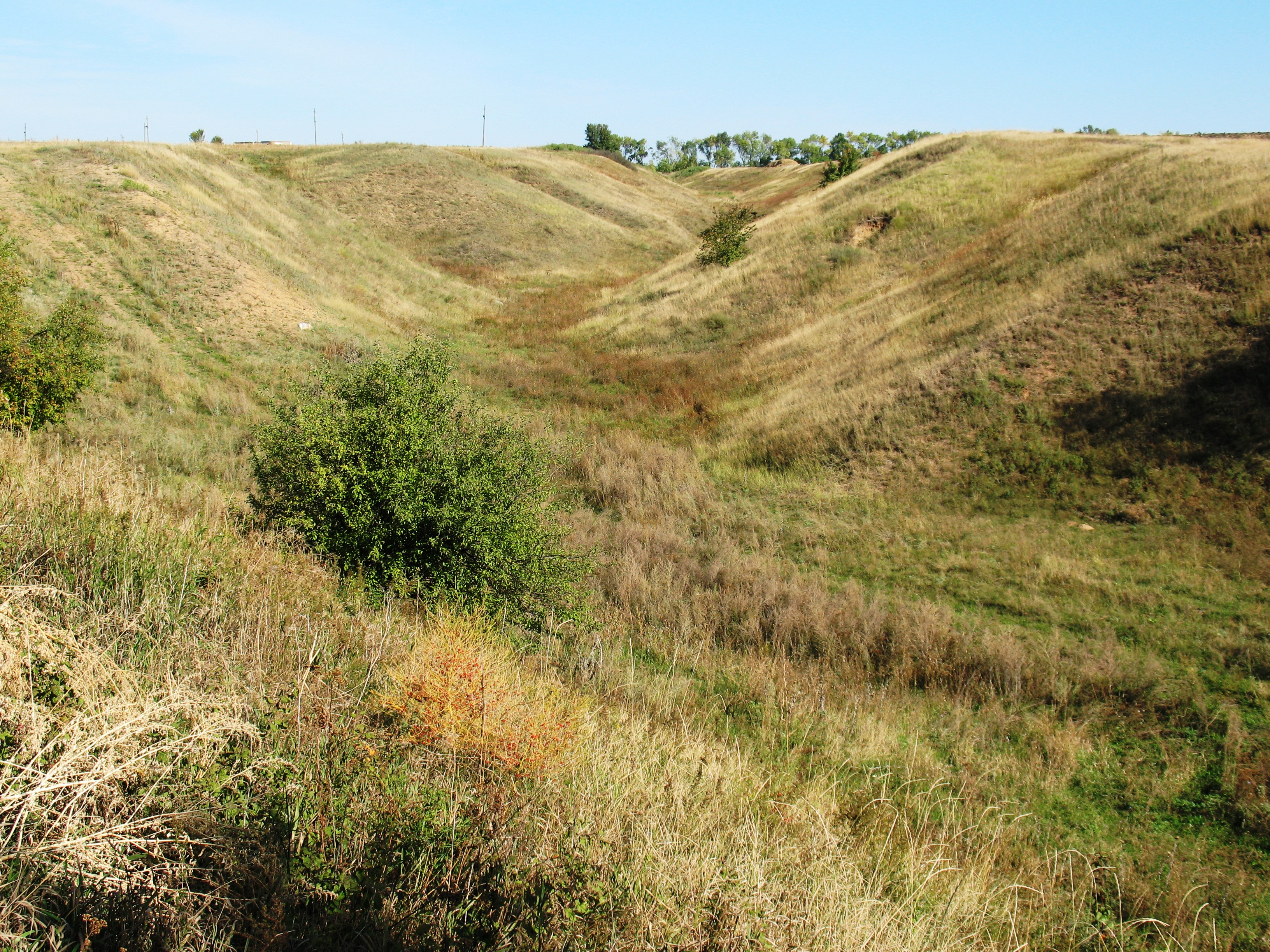
Балабанівська балка

Селище Балабанівка знаходиться на правому березі річки Сухий Мерчик. На протилежному березі розташоване село Петропавлівка. За 2,5 км залізнична станція Максимівка.